# Wojciech Bartnik
Wojciech Stanisław Bartnik (* 2. Dezember 1967 in Oleśnica, Niederschlesien) ist ein ehemaliger polnischer Boxer. Er gewann unter anderem eine Bronzemedaille im Halbschwergewicht bei den Olympischen Sommerspielen 1992 in Barcelona und war im Schwergewicht auch Teilnehmer der Olympischen Sommerspiele 1996 in Atlanta und 2000 in Sydney.

## Amateurkarriere
Wojciech Bartnik trainierte im Club Gwardia Wrocław, seine Trainer waren Leopold Faska, Ludwik Denderys, Leszek Strasburger und Zygmunt Gosiewski. Er wurde in den Jahren 1990, 1992, 1993, 1994, 1995, 1996, 1997, 1998, 1999 und 2000 jeweils Polnischer Meister im Schwergewicht und gewann das internationale und in Polen ausgetragene Feliks Stamm Tournament in den Jahren 1990, 1994, 1995, 1998 und 1999.
Im März 1992 erkämpfte er sich bei der europäischen Olympiaqualifikation in Berck einen Startplatz bei den Olympischen Sommerspielen 1992 in Barcelona. Dort siegte er im Halbschwergewicht startend gegen Alex González, Mohamed Ben Guesmia und Ángel Espinosa, ehe er im Halbfinale mit 6:8 gegen Torsten May ausschied und eine Bronzemedaille gewann. Es handelte sich dabei um die einzige Medaille eines polnischen Boxers bei diesen Spielen und um die bislang letzte Olympiamedaille eines polnischen Boxers überhaupt (Stand: 2022). für diesen Erfolg wurde er 1993 mit dem Silbernen Verdienstkreuz der Republik Polen ausgezeichnet.
Bei der Europameisterschaft 1993 in Bursa unterlag er noch im Achtelfinale, gewann jedoch die Silbermedaille im Halbschwergewicht beim Challenge Match 1993 in Istanbul. Bei der Weltmeisterschaft 1993 in Tampere konnte er sich diesmal unter anderem gegen Torsten May durchsetzen, ehe er im Viertelfinale gegen Ramón Garbey verlor.
Bei der Weltmeisterschaft 1995 in Berlin unterlag er im Viertelfinale gegen Christophe Mendy, gewann jedoch bei der Europameisterschaft 1996 in Vejle, nach einer Halbfinalniederlage gegen Luan Krasniqi, eine Bronzemedaille im Schwergewicht und qualifizierte sich damit für die Olympischen Sommerspiele 1996 in Atlanta. Dort konnte er sich in der Vorrunde gegen Lakha Singh durchsetzen, schied dann aber im Achtelfinale gegen Giorgi Kandelaki aus.
1997 gewann er mit einem Finalsieg gegen Giacobbe Fragomeni das Golden Belt Tournament in Constanța und unterlag im Viertelfinale der Weltmeisterschaft 1997 in Budapest gegen Tue Thomsen. Auch bei der Europameisterschaft 1998 in Minsk schied er noch im Achtelfinale gegen Jewgeni Makarenko aus.
1999 gewann er mit einem Finalsieg gegen Sebastian Köber erneut das Golden Belt Tournament in Bukarest und hatte sich damit auch für die Olympischen Sommerspiele 2000 in Sydney qualifiziert, wo er im Achtelfinale des Schwergewichts gegen Michael Bennett unterlag.
Im Laufe seiner Amateurkarriere bestritt er 270 Kämpfe, von denen er 237 gewann.

## Profikarriere
Bartnik boxte als Profi von Februar 2001 bis Dezember 2010 und bestritt insgesamt 31 Kämpfe, von denen er 26 gewann. 24 seiner Kämpfe absolvierte er in Polen, vier in Deutschland, zwei in der Ukraine und einen in Großbritannien. Er wurde im Juli 2006 Internationaler Polnischer Meister im Cruisergewicht und im Juni 2008 WBF-International-Champion im Cruisergewicht.
Er erlitt unter anderem Niederlagen gegen seine Landsmänner Tomasz Bonin (15-0) und Albert Sosnowski (32-1), sowie gegen den Niederländer Richel Hersisia (17-0).

## Sonstiges
Er ist Politiker der PiS-Partei und seit 2002 im Stadtrat von Oleśnica. Er ist verheiratet und Vater von zwei Töchtern und einem Sohn. Bis Ende des Jahres 2023 war er Trainer der polnischen A-Boxnationalmannschaft der Männer.